# Epsilon Coronae Borealis
Epsilon Coronae Borealis (ε CrB) – gwiazda w gwiazdozbiorze Korony Północnej, odległa o 221 lat świetlnych od Słońca.

## Charakterystyka
Jest to pomarańczowy olbrzym należący do typu widmowego K2. Gwiazda ma temperaturę około 4400 K, a jej jasność jest 151 razy większa niż jasność Słońca. Ma ona promień 21 razy większy niż Słońce i masę około 1,7 masy Słońca.
Gwiazda ma dwie towarzyszki. Składnik C o wielkości 12,61m, odległy o 96,6″ (pomiar z 2009 roku), ma inny ruch własny i nie jest związany fizycznie z jaśniejszą gwiazdą. Składnik B o wielkości 12,60m, oddalony o 2″ od olbrzyma (w 2002 roku), w ciągu 126 lat obserwacji pozostawał w praktycznie tym samym oddaleniu, zmieniając przy tym względne położenie, co świadczy o ruchu orbitalnym. Składnik B również należy do typu K, jest jednak znacznie słabszym pomarańczowym karłem. Gwiazdy dzieli w przestrzeni odległość około 135 au, a okres orbitalny ocenia się na około 900 lat.

## Układ planetarny
W 2012 roku odkryto planetę krążącą wokół Epsilon Coronae Borealis A, gazowego olbrzyma o masie minimalnej 6,7 razy większej niż masa Jowisza. Odkrycia dokonano poprzez pomiary wahań prędkości radialnej.